# McPherson (plaats)
McPherson is een plaats (city) in de Amerikaanse staat Kansas, en valt bestuurlijk gezien onder McPherson County.

## Demografie
Bij de volkstelling in 2000 werd het aantal inwoners vastgesteld op 13.770.
In 2006 is het aantal inwoners door het United States Census Bureau geschat op 13.594, een daling van 176 (-1.3%).

## Geografie
Volgens het United States Census Bureau beslaat de plaats een oppervlakte van
16,0 km², waarvan 15,9 km² land en 0,1 km² water.

## Plaatsen in de nabije omgeving
De onderstaande figuur toont nabijgelegen plaatsen in een straal van 24 km rond McPherson.